# Wybory parlamentarne w Belize w 1984 roku

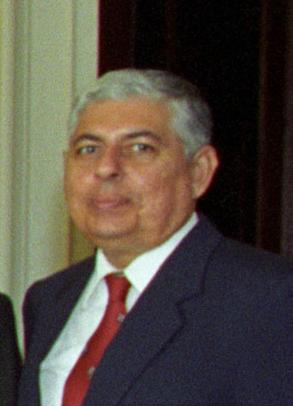
Manuel Esquivel

Wybory parlamentarne w Belize w 1984 roku zostały przeprowadzone 14 grudnia w celu wyłonienia 28 członków Izby Reprezentantów. Zwycięstwo w wyborach uzyskała Zjednoczona Partia Demokratyczna (UDP). Były to pierwsze wybory w historii Belize, w których zwycięstwo uzyskała partia inna, niż Zjednoczona Partia Ludowa (PUP). Premierem został Manuel Esquivel. Ze stanowiska musiał ustąpić rządzący od 1961 roku George Cadle Price. Partia PUP zdobyła siedem mandatów, tracąc w porównaniu do poprzednich wyborów sześć miejsc w Izbie Reprezentantów. Członkowie UDP zajęli natomiast 21 mandatów, zyskując od 1979 roku 16 miejsc w Izbie Reprezentantów.

## Wyniki wyborów parlamentarnych
Do udziału w wyborach uprawnionych było 64 447 osób. Głosy oddało 49 311 obywateli, co dało frekwencję na poziomie 74,9%. Głosy można było oddać na jednego z 61 kandydatów.
|  | Partia                              | Głosy  | Procent | Mandaty | % mandatów |
|  | ----------------------------------- | ------ | ------- | ------- | ---------- |
|  | Zjednoczona Partia Demokratyczna    | 25 756 | 54,1%   | 21      | 75%        |
|  | Zjednoczona Partia Ludowa           | 20 961 | 44,0%   | 7       | 25%        |
|  | Chrześcijańska Partia Demokratyczna | 708    | 1,5%    | -       | -          |
|  | Kandydaci niezależni                | 213    | 0,5%    | -       | -          |
|  | Głosy nieważne                      | 673    | 1,3%    | -       | -          |
|  | Razem głosy ważne                   | 49 311 | 100,0%  | 28      | 100,0%     |